# Lyperanthus suaveolens
Lyperanthus suaveolens är en orkidéart som beskrevs av Robert Brown. Lyperanthus suaveolens ingår i släktet Lyperanthus och familjen orkidéer. Inga underarter finns listade i Catalogue of Life.